# Mia moglie è una bestia
Mia moglie è una bestia è un film del 1988 diretto da Castellano e Pipolo.

## Trama
Gianni è un pubblicitario milanese a corto di idee che va in montagna a sciare, presso Cervinia, sotto rigido consiglio della fidanzata, nel tentativo di incoraggiarlo a sfuggire all'esaurimento nervoso che lo sta affliggendo ultimamente e che gli provoca anche delle allucinazioni. Durante un'escursione fuori pista si ritrova all'interno di una caverna dove scopre ibernata una giovane e bellissima donna preistorica, da cui rimane subito attratto. La cavernicola, all'insaputa dell'uomo, si nasconde nella sua macchina e, pertanto, arriva a Milano. Dopo varie disavventure e incomprensioni, trionfa l'amore tra Gianni e Huc, ora affermata donna moderna.